# Айхан Каракуш
Айхан Каракуш (тур. Ayhan Karakuş; нар. 13 жовтня 1989, Сівас, провінція Сівас) — турецький борець греко-римського стилю, срібний призер Середземноморського чемпіонату, бронзовий призер чемпіонату світу серед студентів, бронзовий призер чемпіонату Європи серед юніорів, бронзовий призер Ігор ісламської солідарності, учасник Олімпійських ігор.

## Життєпис
Боротьбою почав займатися з 2000 року.
Виступає за спортивний клуб «Казімпаша» Стамбул. Тренер — Ібрагім Їлдирим.
Має брата-близнюка Ерхана Каракуша. Ерхан теж борець греко-римського стилю, член збірної команди Туреччини, бронзовий призер чемпіонатів Європи серед юніорів, бронзовий призер Середзесноморських ігор, учасник чемпіонату світу 2009 року (5 місце).

## Спортивні результати на міжнародних змаганнях

### Виступи на Олімпіадах
| Змагання                    | Збірна    | Вагова категорія                 | Місце |
| --------------------------- | --------- | -------------------------------- | ----- |
| Літні Олімпійські ігри 2012 | Туреччина | греко-римська боротьба, до 55 кг | 16    |

### Виступи на Чемпіонатах світу
| Змагання                        | Збірна    | Вагова категорія                 | Місце |
| ------------------------------- | --------- | -------------------------------- | ----- |
| Чемпіонат світу з боротьби 2011 | Туреччина | греко-римська боротьба, до 55 кг | 26    |

### Виступи на Кубках світу
| Змагання                    | Збірна    | Вагова категорія                 | Місце |
| --------------------------- | --------- | -------------------------------- | ----- |
| Кубок світу з боротьби 2012 | Туреччина | греко-римська боротьба, до 55 кг | 8     |
| Кубок світу з боротьби 2015 | Туреччина | греко-римська боротьба, до 59 кг | 4     |

### Виступи на Чемпіонатах світу серед студентів
| Змагання                                        | Збірна    | Вагова категорія                 | Місце  |
| ----------------------------------------------- | --------- | -------------------------------- | ------ |
| Чемпіонат світу з боротьби серед студентів 2016 | Туреччина | греко-римська боротьба, до 59 кг | Бронза |

### Виступи на Середземноморських чемпіонатах
| Змагання                                     | Збірна    | Вагова категорія                 | Місце  |
| -------------------------------------------- | --------- | -------------------------------- | ------ |
| Середземноморський чемпіонат з боротьби 2010 | Туреччина | греко-римська боротьба, до 55 кг | Срібло |

### Виступи на Іграх ісламської солідарності
| Змагання                          | Збірна    | Вагова категорія                 | Місце  |
| --------------------------------- | --------- | -------------------------------- | ------ |
| Ігри ісламської солідарності 2022 | Туреччина | греко-римська боротьба, до 60 кг | Бронза |

### Виступи на інших змаганнях
| Змагання                                                      | Збірна    | Вагова категорія                 | Місце  |
| ------------------------------------------------------------- | --------- | -------------------------------- | ------ |
| Кубок Ядегара Імама 2010                                      | Туреччина | греко-римська боротьба, до 55 кг | 19     |
| Турнір Вехбі Емре 2011                                        | Туреччина | греко-римська боротьба, до 55 кг | Золото |
| Кубок Владислава Пітласинські 2011                            | Туреччина | греко-римська боротьба, до 55 кг | 9      |
| Вогні Москви 2011                                             | Туреччина | греко-римська боротьба, до 55 кг | 4      |
| Золотий Гран-прі з боротьби 2012 (Сомбатгей)                  | Туреччина | греко-римська боротьба, до 55 кг | Золото |
| Олімпійський кваліфікаційний турнір з боротьби 2012 (Тайюань) | Туреччина | греко-римська боротьба, до 55 кг | Срібло |
| Вогні Москви 2014                                             | Туреччина | греко-римська боротьба, до 59 кг | Срібло |
| Турнір Вехбі Емре і Гаміта Каплана 2015                       | Туреччина | греко-римська боротьба, до 59 кг | 13     |
| Турнір Вехбі Емре і Гаміта Каплана 2017                       | Туреччина | греко-римська боротьба, до 59 кг | 19     |
| Кубок Владислава Пітласинські 2017                            | Туреччина | греко-римська боротьба, до 59 кг | 17     |
| Турнір Вехбі Емре і Гаміта Каплана 2019                       | Туреччина | греко-римська боротьба, до 60 кг | 5      |
| Турнір Дана Колова — Николи Петрова 2019                      | Туреччина | греко-римська боротьба, до 60 кг | 21     |
| Меморіал Маттео Пелліконе 2021                                | Туреччина | греко-римська боротьба, до 60 кг | 9      |
| Турнір Вехбі Емре і Гаміта Каплана 2021                       | Туреччина | греко-римська боротьба, до 60 кг | 5      |
| Відкритий чемпіонат Загреба з боротьби 2022                   | Туреччина | греко-римська боротьба, до 60 кг | Бронза |
| Турнір Вехбі Емре і Гаміта Каплана 2022                       | Туреччина | греко-римська боротьба, до 60 кг | 9      |
| Турнір Зухає Сгає 2022                                        | Туреччина | греко-римська боротьба, до 60 кг | Золото |
| Турнір Яшара Догу, Вехбі Емре і Гаміта Каплана 2024           | Туреччина | греко-римська боротьба, до 63 кг | 9      |

### Виступи на змаганнях молодших вікових груп
| Змагання                                       | Збірна    | Вагова категорія                 | Місце  |
| ---------------------------------------------- | --------- | -------------------------------- | ------ |
| Чемпіонат Європи з боротьби серед юніорів 2009 | Туреччина | греко-римська боротьба, до 55 кг | Бронза |
| Чемпіонат Європи з боротьби серед кадетів 2006 | Туреччина | греко-римська боротьба, до 46 кг | 7      |